# Jules Lévy
Pour les articles homonymes, voir Lévy.
Jules Lévy, né le 29 décembre 1857 à Paris 12e et mort le 4 mars 1935 à Villiers-sur-Marne, est un éditeur, conférencier et  écrivain français, fondateur du mouvement des Arts incohérents (1882-1889).

## Biographie
À peine revenu du service militaire, Lévy s’est signalé par diverses mystifications, qui ont fait un moment la joie du Quartier latin. Vers 1884, il succède à son père comme libraire-éditeur à Paris, rue Antoine-Dubois, où il édite ses amis et collabore avec eux pour diverses petites pièces du genre montmartrois. Cette entreprise, où il a mangé une petite fortune, ayant fait faillite, il se consacre aux lettres comme écrivain.
Personnalité de la bohème montmartoise proche de Jules Roques, fondateur du journal illustré Le Courrier français qui le soutient, il est très lié à l’artiste Georges Lorin ainsi qu’au poète Émile Goudeau, les fondateurs, en 1878, du fameux groupe des Hydropathes, club littéraire parodiant les salons bourgeois, et qu’il rejoindra six mois après sa fondation.
Lui-même fondateur de son propre mouvement artistique appelé les Arts incohérents, réplique spirituelle aux manifestations des décadents de la peinture, il organise, le 1er octobre 1882, une exposition artistique d’un soir à son domicile au n° 4 de la rue Antoine-Dubois. Ce salon, à l’issue duquel les Arts incohérents apparaitront désormais comme un véritable mouvement artistique, est un grand succès, deux mille visiteurs étant venus admirer les œuvres exposées. Il anime également le « Bal des Incohérents » où fréquentait toute la jeunesse littéraire et artistique. Il ouvre également le Café des Incohérents, au 16 bis rue Fontaine.
Auteur de « Tribunaux comiques » à la façon de Jules Moineaux, il est un temps rédacteur en chef de la revue du cabaret Le Chat noir de Rodolphe Salis, puis cofondateur, avec François Mainguy, du journal Fin de Siècle en décembre 1890. Harcelé, comme ce dernier, par de nombreux procès pour attentats publics à la pudeur et atteinte aux bonnes mœurs à partir de 1891, notamment sous le ministère d’Ernest Constans (surnommé « Père la Pudeur »), en organisant des fêtes qui parfois dégénèrent en chahut, et de publications d’illustrations et de textes assez érotiques, il jette l’éponge en 1896 et revend Fin de Siècle en janvier 1898.
Il a publié un grand nombre d’ouvrages humoristiques et de bonne humeur. En 1928, il publie une anthologie intitulée Les Hydropathes, prose et vers, dans laquelle il publie la liste des membres originels de ce mouvement, soit 235 noms et réunit une cinquantaine de « survivants » pour une conférence en Sorbonne. Ami de Georges Courteline, il a collaboré avec lui pour Le commissaire est bon enfant, dont le succès a été si brillant au théâtre.
Très dévoué à ses confrères, il a mentionné, dans une notice qu’il a rédigée pour un annuaire, qu’il était « vice-président de quatre sociétés professionnelles et membre de quarante-trois autres. » Jusqu’à sa mort, il a occupé les fonctions de secrétaire de la Société des gens de lettres. Il participait, en outre, activement aux travaux du Dictionnaire de l’Académie de l'humour français, dont il était le secrétaire perpétuel. Parmi les définitions les plus remarquables signées de lui, on relève : Baba : « pris de rhum » ; Béguin : « passage du désir » ; Espérance : « baume tranquille » ; Franchise : « l’art de déplaire » ; Glace : « matière à réflexion ».
La mort l’a surpris au moment où il organisait un « Déjeuner Monselet » qui devait avoir lieu le 12 mars 1935 pour rendre hommage à l’auteur des Oubliés et dédaignés du XVIIIe siècle.

## Œuvres
- Tout à la rigolade ! : Contes gais, Paris, Ernest Flammarion, 1894, 312 p., in-12 (lire en ligne sur Gallica).
- Les Hydropathes : prose et vers  (anthologie collective), Paris, Delpeuch, 1928, 238 p., in-8º (lire en ligne sur Gallica).
- Loin des hommes  (fables satiriques), Paris, G. Crès & Cie, 1930, v-230 p., 19 cm (lire en ligne sur Gallica).
- Loin des hommes, Paris, G. Crès & Cie, 1930, v-230 p., 19 cm (lire en ligne sur Gallica).

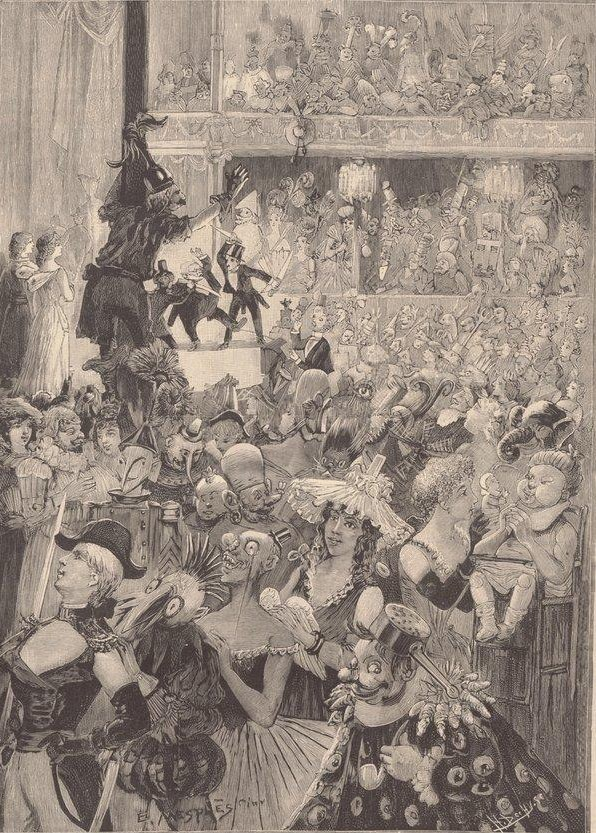
Le Bal des Incohérents, vu par Paul-Eugène Mesplès (Le Monde illustré, 1891).

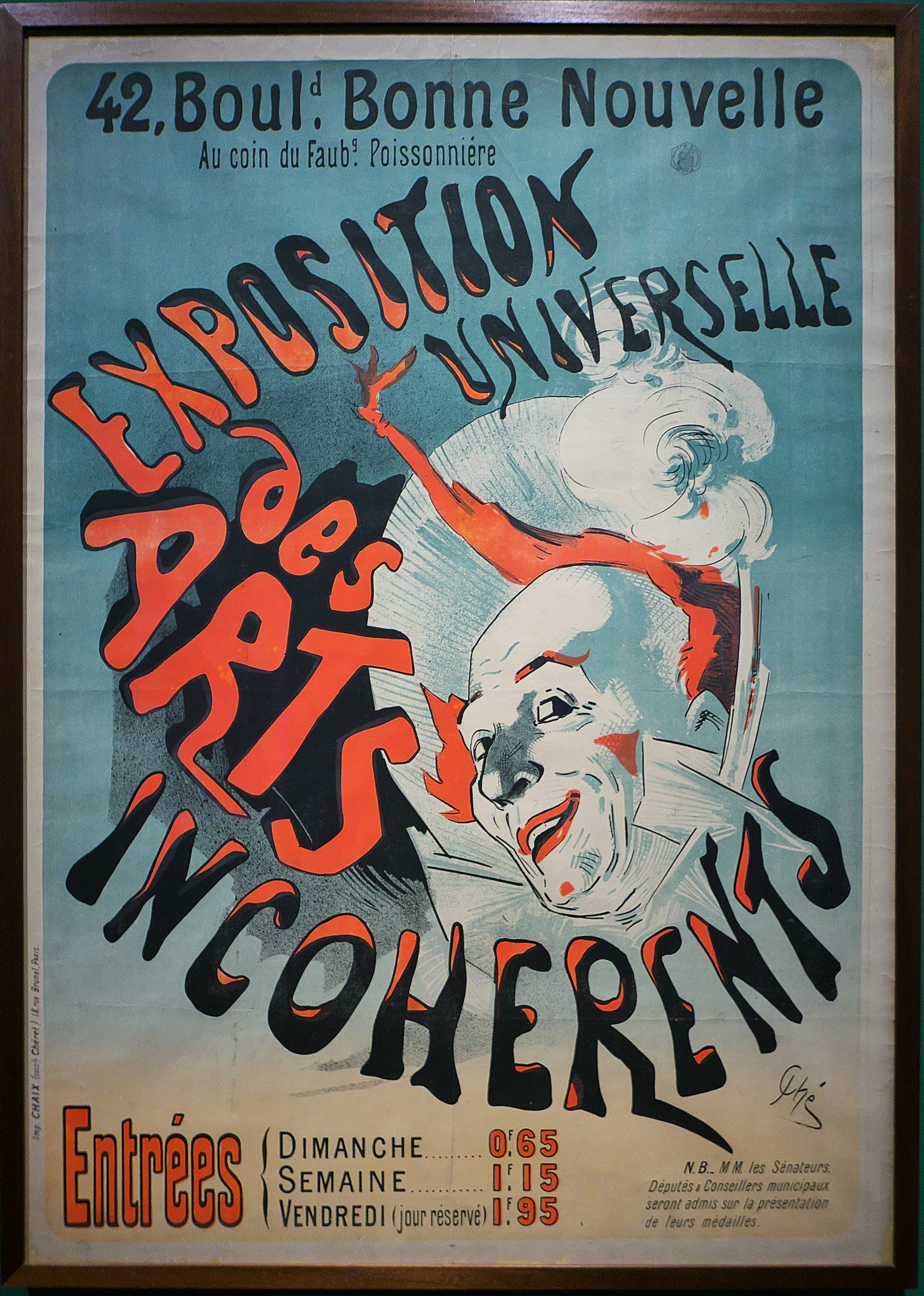
Affiche de Chéret pour l’Exposition Universelle des Arts Incohérents.

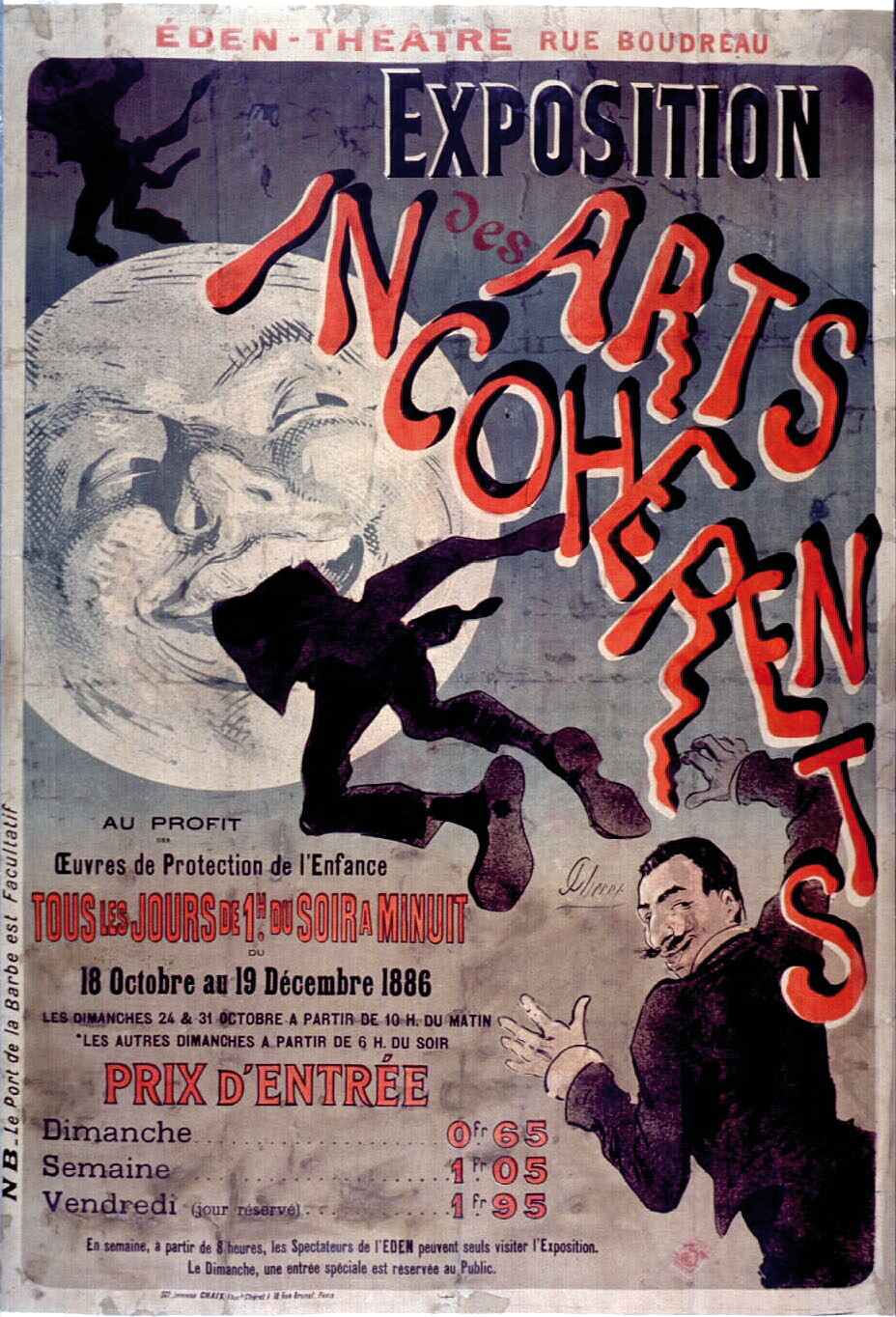
Affiche de Chéret pour l’Exposition Universelle des Arts Incohérents.

- Elle est là ! monologue grand-guignolesque créé par Coquelin Cadet en 1880.
- Un juré, Paris, P.-V. Stock, 1911, 27 p., in-16 (lire en ligne sur Gallica).
- La Douche, comédie en un acte, 1910.
- Ne varietur, Paris, P.-V. Stock, 1910, 24 p., in-12 (lire en ligne sur Gallica).
- Ça vient d’paraître !, Paris, Ernest Flammarion, 1902, 290 p., in-12 (lire en ligne sur Gallica).
- Les Gaietés de la correctionnelle, Paris, Ernest Flammarion, 1902, 284 p., in-16 (lire en ligne sur Gallica).
- La Fortune du pot, vaudeville, 1902.
- Les Affaires étrangères : pièce en un acte, Paris, Ernest Flammarion, 1899, 32 p., ill., couv. ill. ; 24 cm (lire en ligne sur Gallica).
- Exposition de tableaux à la plume, Paris, Ernest Flammarion, 1899, 351 p., in-12 (lire en ligne sur Gallica).
- Les Gosses de Paris, Paris, Ernest Flammarion, 1898, 310 p., in-16 (lire en ligne sur Gallica).
- Parigotes !, Paris, Ernest Flammarion, 1898, 324 p., in-18 (lire en ligne sur Gallica).
- Les maris qui font rire !, Paris, Ernest Flammarion, coll. « Les auteurs gais », 1898, 304 p., in-18 (lire en ligne sur Gallica).
- Belles de jour et belles de nuit, Paris, Ernest Flammarion, 1897, 352 p., in-12 (lire en ligne sur Gallica).
- Tout à la rigolade !, 1897.
- Les Femmes à tout le monde, Paris, Ernest Flammarion, 1896, 322 p., in-12 (lire en ligne sur Gallica).
- Tout ça, c’est des histoires de femmes, Paris, Ernest Flammarion, 1895, 318 p., in-12 (lire en ligne sur Gallica).
- Vive la liberté ! : revue libre, rapide, incohérente et aristophanesque autant que possible, en 1 acte et 4 tableaux, dont 1 prologue en 2 tableaux  (musique nouvelle de MM. Desormes (ca) et Hirlemann (d) Décor nouveau de M. Jules Chéret), Paris, Ernest Flammarion, 1892, 50 p., in-12 oblong (lire en ligne sur Gallica).
- La Façon de penser, comédie de salon en un acte, 1892.
- Le Confident, comédie de salon en un acte, 1892.
- La Douche, comédie de salon en 1 acte, 1884.
- Elle est là !, monologue comique, 1883.
- Estelle au lansquenet, comédie de salon en 1 acte, 1882.
- Chiqueville sur mer : monologue en prose, Paris, Barbré, 1880, 8 p., in-16 (OCLC 457359786).
- Hâtons-nous d’en rire : revue, Paris, Durdilly, [s.d.], 4 p., in-fº (OCLC 469512441).
- Si tu savais ma chère ! : comédie en un acte  (Paris, théâtre de la Ville), Paris, Ernest Flammarion, 1900, 32 p., 24 cm (OCLC 94179920).
- La Rouspéteuse : pièce en 1 acte  (Gaîté-Montparnasse, 19 février 1909), Paris, A. Barbré, 28 p., in-8º (OCLC 468756459).
- Pierrot décoré : pantomime en un acte  (musique de M. Léon Moreau. Représentée à Paris, Comédie-Française, le 25 avril 1914), Paris, [s.n.], 2 ff., in-4º en 1 br. in-8º (OCLC 469078369).
- Si tu savais, ma chère ! : comédie en 1 acte, Paris, Ernest Flammarion, 1900, 32 p., 24 cm (OCLC 94179920).
- Les Joyeusetés de la correctionnelle, Paris, F. Rouff, [sd], 32 p. (OCLC 457359878).
- Pour la gosse !, pièce en 1 acte.